# Intisar el-Zein
Intisar el-Zein Soughayroun (àrab: انتصار الزين صغيرون, Intiṣār az-Zayn Ṣuḡayrūn; també: Intsar, al-Zein, el-Zein, Sghairyoun, Segayron) és una professora d'arqueologia de la Universitat de Khartum. A principis de setembre del 2019, Soughayroun es va convertir en la ministra sudanesa d'Educació Superior al gabinet de transició del primer ministre Abdalla Hamdok, durant la transició sudanesa del 2019 a la democràcia.

## Recerca arqueològica
Soughayroun és professora d'arqueologia a la Universitat de Khartum. Participa en una col·laboració científica contínua amb la Universitat de Bergen a Noruega. Els seus interessos d'investigació inclouen l'arqueologia de l'islam al Sudan. Ha treballat al lloc de Qasr Wad nimieri, que es troba a 470 km al nord de Khartum. Va estudiar el màster i el doctorat a la Universitat Americana del Caire, amb una tesi doctoral que examinava les tombes amb cúpula islàmica del Sudan; es va graduar del doctorat el 1986.
Soughayroun va ser codirectora del Projecte Arxiu Meroe, que va ser una col·laboració entre la Universitat de Reading i la Universitat de Khartum.

### Publicacions
- Islamic Archaeology in the Sudan[9]
- 'Ottoman Archaeology of the Middle Nile Valley in the Sudan', a The Frontiers of the Ottoman World[10]

## Protestes sudaneses del 2018–2019
Soughayroun va participar en les protestes sudaneses del 2018-2019. Un dels seus nebots va ser assassinat a la massacre de Khartum el 3 de juny de 2019. A principis de juliol de 2019, va expressar escepticisme respecte a les negociacions amb el Consell Militar Transitori, basat en l'experiència passada, i va donar suport a la desobediència civil continuada. Va sentir que el TMC es debilitava en el poder.

## Ministre d'Educació Superior
A principis de setembre de 2019, Soughayroun va ser nomenada Ministre d'Educació Superior del Sudan (o cap del Consell d'Educació Superior i Investigació Científica) al gabinet de transició del primer ministre Abdalla Hamdok, durant la transició sudanesa de 2019 a la democràcia. Altres dones líders del Sudan durant el període de transició inclouen el jutge en cap Nemat Abdullah Khair i els membres del Consell de Sobirania Aisha Musa el-Said i Raja Nicola.